# سايروس هول ماكورميك
سايروس هول ماكورميك (بالإنجليزية: Cyrus McCormick) (1809- 1884م). مخترع أمريكي ابتكر آلة للحصاد، أدت إلى ثورة في مجال حصاد الحبوب في أمريكا. فقد مكَّنت آلة حصاده التي يجُرُّها حصان، المزارعين من حصاد أربعة هكتارات من الغلال في اليوم الواحد. وكان المزارعون قبل اختراعه، يستخدمون المناجل المشدودة بقضبان، ولايستطيع العامل الماهر حصاد أكثر من هكتار واحد في اليوم.
وُلد ماكورميك في مزرعة بإقليم روكبريدج بفرجينيا. وقد أجرى في شبابه تجارب على مختلف الآلات، أملاً في الوصول إلى تصميم يمكن أن يُسهِّل مهام المزارعين، كما كان يُراقب عن كثب محاولات والده التي لم تكلل بالنجاح لصنع آلة حصاد ميكانيكية. وفي عام 1831م قام سايروس بصنع آلة الحصاد الأولى، واختبرها في حقول القمح والشوفان، واستمر في إجراء التعديلات عليها قبل أن يحصل على براءة اختراعها عام 1834م، وأخيرًا عرض آلته للبيع في فرجينيا عام 1840م.
حققت الآلة مبيعات جيدة، فتوسع ماكورميك في المبيعات في مناطق أخرى عام 1844م، وازدهرت المبيعات بسبب كفاءة الآلة التي مكَّنت المزارعين من زراعة المزيد من المحاصيل وزيادة دخلهم بشكل كبير.
وفي عام 1847م، نقل ماكورميك صناعته إلى شيكاغو ليتوسع في مبيعاته. واتخذ منطقة الغرب الأوسط مستقراً رسمياً له ليستغل البحيرات العظمى في نقل آلات الحصاد إلى الولايات الشرقية. كما استغل نهر المسيسيبي لشحنها بالسفن إلى المنطقة الجنوبية. حقق ماكورميك شهرة عالمية واسعة عام 1851م عقب قيامه بعرض آلة حصاده في المعرض الكبير بلندن. وفي نهاية عام 1851م بدأت صحف شيكاغو بالإشادة بشركة ماكورميك لآلات الحصاد، والتباهي بأنها أضخم مصنع في العالم. وقد زاد توزيع ومبيعات ماكورميك زيادة كبيرة في الخمسينيات من القرن التاسع عشر الميلادي، عندما أصبحت شيكاغو مركزًا رئيسيًّا للسكك الحديدية.
ظل ماكورميك رئيسًا لشركة ماكورميك لالآت الحصاد حتى وفاته. وفي عام 1902م اتحدت الشركة مع أربع شركات أخرى لآلات الحصاد لِتُكوِّن شركة آلات الحصاد العالمية التي تعرف الآن بهيئة نافيستار العالمية.

## روابط خارجية
- U.S. Patent X8٬277 Improvement in Machines for Reaping Small Grain: Cyrus H. McCormick, June 21, 1834
- Farm Equipment نسخة محفوظة 16 سبتمبر 2007 على موقع واي باك مشين. on Antique Farming web site
- سايروس هول ماكورميك على موسوعة بريتانيكا
- Cyrus Hall McCormick على موقع فايند أغريف
- "McCormick-Guggenheim-Morton-Medill family of Illinois". The Political Graveyard. مؤرشف من الأصل في 2017-05-21. اطلع عليه بتاريخ 2011-01-01.
- "Our History". McCormick - Argo Tractors S.p.A. مؤرشف من الأصل في 2015-01-14. اطلع عليه بتاريخ 2011-01-10.
- "Cyrus Hall McCormick". Inventor profile. National Inventors Hall of Fame Foundation. مؤرشف من الأصل في 2012-06-29. اطلع عليه بتاريخ 2011-01-10.
- "Herbert Kellar Papers, 1817-1969 (Curator for the McCormick Historical Association)". The Lemelson Center for the Study of Invention & Innovation. مؤرشف من الأصل في 2015-01-02.
- McCormick Family Financial Records at Newberry Library